# Thanatos (band)

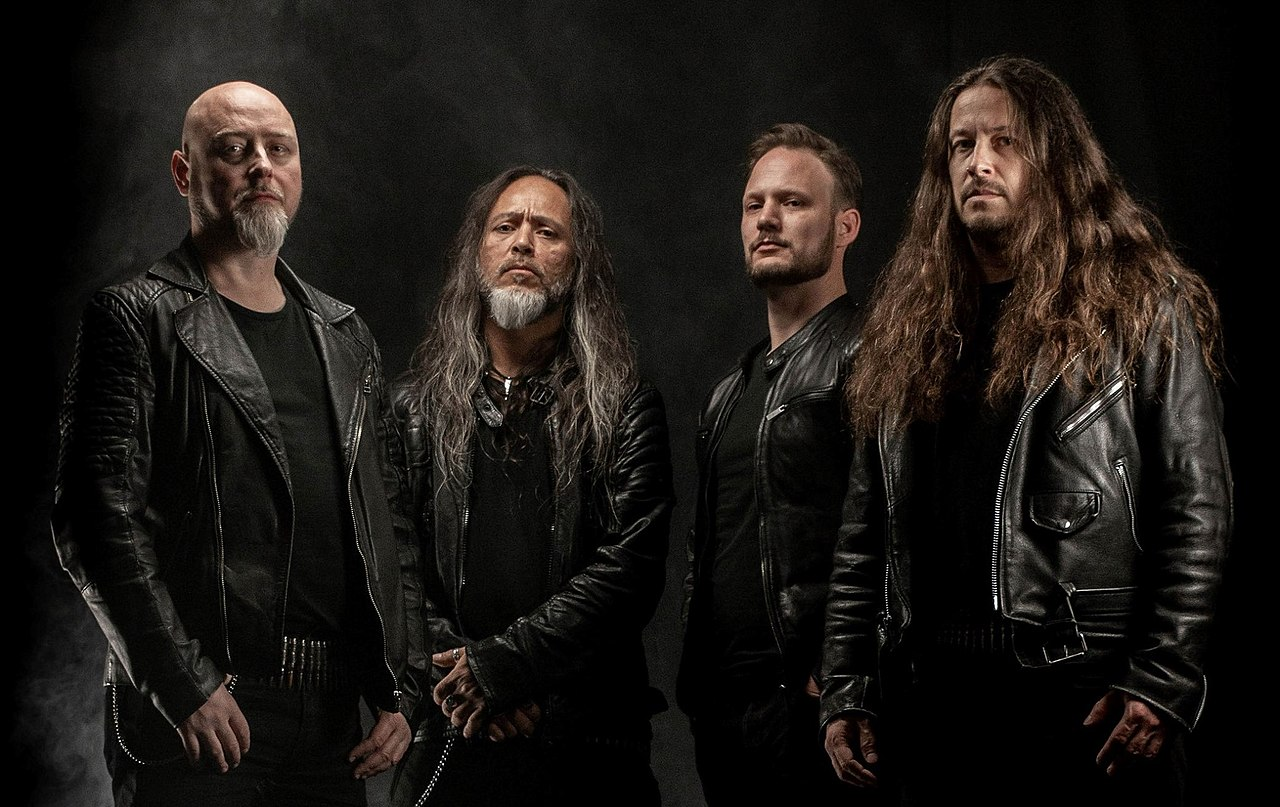

Thanatos is de oudste death- en thrashmetalband van Nederland, en tevens de oudste nog actieve deathmetalband van Nederland (in december 2019), met een inactieve periode tussen 1993 en 1999.

## Oprichting
In 1984 richtte Stephan Gebédi samen met gitarist Remco de Maaijer de band Thanatos op, vernoemd naar de Griekse mythologische figuur voor "De dood".
Drummer Marcel van Arnhem stopte in 1985 met Thanatos en werd later vervangen door zijn broer Remo van Arnhem en Rob de Bruijn. In de loop der jaren passeerde een groot aantal muzikanten de revue, maar Gebédi blijft het enige oorspronkelijke bandlid. In 1989 kreeg Thanatos een platencontract en bracht in 1990 Emerging From The Netherworlds uit. In 1992 volgde het album Realm Of Ecstasy. Korte tijd later viel Thanatos uit elkaar.

## Herstart
In 1999 wordt Thanatos met, naast Gebédi, een volledig vernieuwde bezetting nieuw leven in geblazen, onder meer met Paul Baayens als tweede gitarist. Het succes hiervan doet de band besluiten verder te gaan en in 2000 wordt het album Angelic Encounters opgenomen, waarmee goede kritieken geoogst worden. Daarna volgen nog Undead. Unholy. Divine (2004), Justified Genocide (2009) en enkele singles. In 2013 tekent Thanatos bij een nieuwe platenmaatschappij, namelijk Century Media Records dat aanvankelijk eerst alle voorgaande Thanatos-albums opnieuw op cd en vinyl uitbrengt. Eind 2014 verschijnt er in de vorm van Global Purification een nieuw album.
In 2019 vierde Thanatos zijn 35-jarig jubileum met een dubbelverzamelalbum, een 7" vinylsingle en een speciaal concert in Rotterdam, waarbij vele ex-bandleden het podium betraden. Later dat jaar tekent Thanatos een platencontract bij het Franse Listenable Records.

## Discografie

### Demos
- Speed Kills (1984)
- Rebirth (1986)
- The Day before Tomorrow (1987)
- Official Live Tape 1987 (1987)
- Omnicoitor (1989)

### Studioalbums
- Emerging from the Netherworlds (1990)
- Realm of Ecstasy (1992)
- Angelic Encounters (2000)
- Undead. Unholy. Divine. (2004)
- Justified Genocide (2009)
- Global Purification (2014)
- Violent Death Rituals (2020)

### Livealbums
- Official Live Tape 1987 (2011 CD re-issue)

### Verzamelalbum
- Thanatology: Terror From The Vault(2019)

### Ep's
- Beyond Terror (2002)
- The Burning of Sodom/...And Jesus Wept (2006)
- Thanatos/Asphyx 7 inch split EP; Thanatos: Re-animation (Sacrifice-cover)/ Asphyx: Bestial Vomit (Majesty-cover) (2011)
- Blind Obedience/Thanatos(2019)

## Bandleden

### Huidige bezetting
- Stephan Gebédi - zang, gitaar (1984-heden)
- Paul Baayens – gitaar (1999-)
- Mous Mirer - bas (2019-)
- Martin Ooms - drums (2017-)

### Ex-bandleden
- Marcel van Arnhem - drums (1984-1985)
- Remco de Maaijer - gitaar (1984-1985)
- André Scherpenberg - bas (1986-1987)
- Rob de Bruijn - drums (1986)
- Remo van Arnhem - drums (1986-1992)
- Erwin de Brouwer - bas (1987), gitaar (1988-1992)
- Mark Staffhorst - gitaar (1987-1988)
- Ed Boeser - bas (1988-1992)
- Theo van Eekelen - bas (1999-2001)
- Aad Kloosterwaard - drums (1999-2001)
- Marco de Groot - drums (2009-2012)
- Yuri Rinkel - drums (2001-2009, 2013-2017)
- Marco de Bruin - bas, gitaar (2001-2019)